# Les Prétendus de Gimblette
Les Prétendus de Gimblette est un vaudeville en 1 acte d'Eugène Labiche, représenté pour la 1re fois à Paris au Théâtre de la Gaîté le 24 novembre 1850.

Collaborateurs Auguste Lefranc, Marc-Michel et Senneif).

Editions Michel Lévy frères.

## Distribution
| Acteurs et actrices ayant créé les rôles |                   |
| Personnage                               | Acteur ou Actrice |
| Lambrequin, aubergiste                   | M. Alexandre      |
| Félicien, son neveu                      | M. Paulin Menier  |
| Barnabé, garçon d'auberge                | M. Francisque     |
| Gimblette, filleule de Lambrequin        | Mlle Valtin       |